# Aphrastobracon leviceps
Aphrastobracon leviceps är en stekelart som först beskrevs av Cameron 1910.  Aphrastobracon leviceps ingår i släktet Aphrastobracon och familjen bracksteklar. Inga underarter finns listade i Catalogue of Life.